# Vers de Nadal

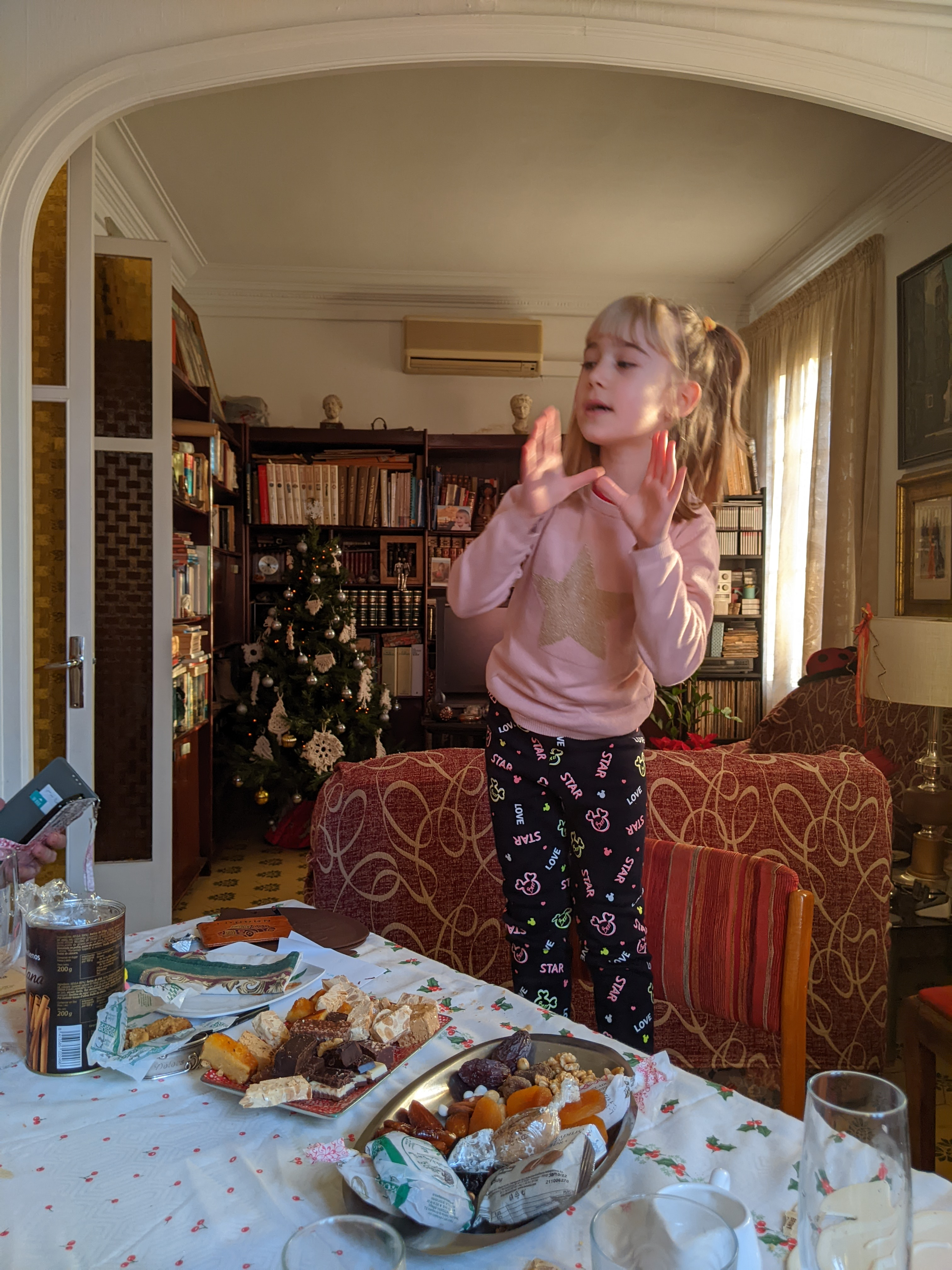
Nena recitant el vers de Nadal

El Vers de Nadal és una de les moltes tradicions nadalenques que hi ha a Catalunya per part dels més petits de la família. Generalment es fa després del gran àpat –tant si és un dinar com un sopar–, amb tota la família aplegada al voltant de la taula. Els nens i nenes s'enfilen dalt d'una cadira per cridar l'atenció dels adults i comencen a dir un refrany, un vers, un rodolí o un poema. La llargada i la temàtica del vers depenen de l'edat del rapsode, però gairebé sempre fan referència a l'hivern, a Nadal o als valors que se’n desprenen.
En el curs de la història, poetes catalans destacats han dedicat obres a aquest subgènere, sobretot a partir del segle xix. Per exemple, són molt populars els versos de Jacint Verdaguer, de Josep Maria de Sagarra, de Joan Salvat-Papasseit o de Guerau de Liost. No obstant això, alguns dels poemes nadalencs més clàssics són d'autor desconegut i es reciten de generació en generació. A més, configuren un gènere que es manté viu i en evolució constant: tal com passa amb les nadales, cada any se’n componen de nous.